# Hasloh
Hasloh – miejscowość i gmina w Niemczech w kraju związkowym Szlezwik-Holsztyn, w powiecie Pinneberg, do 31 grudnia 2012 wchodziła w skład urzędu Pinnau.